# S/2004 S 17
S/2004 S 17 ist einer der kleineren äußeren Monde des Planeten Saturn.

## Entdeckung
Die Entdeckung von S/2004 S 17 durch David C. Jewitt, Scott S. Sheppard, Jan Kleyna und Brian G. Marsden auf Aufnahmen vom 13. Dezember 2004 bis zum 5. März 2005 wurde am 3. Mai 2005 bekannt gegeben.

## Bahndaten
S/2004 S 17 umkreist Saturn auf einer retrograden exzentrischen Bahn in rund 1014 Tagen. Die Bahnexzentrizität beträgt 0,179, wobei die Bahn mit 168,2° gegen die Ekliptik geneigt ist.

## Aufbau und physikalische Daten
S/2004 S 17 besitzt einen Durchmesser von etwa 4 km.